# Naprapati
Naprapati (från tjeckiska napravit, "att korrigera" och grekiska pathos, "lidande") är en form av manuell terapi som enligt Socialstyrelsen tillhör svensk hälso- och sjukvård. Naprapati används för att förebygga, behandla och rehabilitera besvär och smärtor som är kopplade till patientens rörelser. Terapin involverar ofta att patienten får ligga på en speciell behandlingsbänk medan naprapaten utför behandlingen med händerna. De vanligaste metoderna som används är ledmanipulation, massage eller töjning av smärtande muskler. Naprapati utvecklades ur kiropraktiken i USA under tidigt 1900-tal, och begreppen har till stor del uppfattats som synonyma. Dr. Oakley Smith grundade naprapatin i början av 1900-talet. Han arbetade initialt tillsammans med kiropraktorer. Dr Oakley Smith valde senare år 1907 att starta en egen utbildning, Oakley Smith School of Naprapathy i Chicago. Anledningen till detta var att Smith tyckte att orsaken till smärta och besvär var mer komplext än att endast handla om kotor och deras position. Han menade att orsaken till smärta berodde på bindvävsförändringar och spänningstillstånd i omgivande mjukdelar.
Svenska Socialstyrelsen tar upp naprapati och kiropraktik parallellt och med en likartad utgångspunkt. Under början och mitten på 1900-talet så uppfattades skillnaderna större, vilket dokumenterats i olika böcker. Naprapatin i Skandinavien växte genom Sveriges första naprapat, Björn J:son Berg, som senare (1970) startade Naprapathögskolan i Stockholm. Sedan 1994 är naprapati ett legitimationsyrke. Efter en 5-årig heltidsutbildning inklusive ett års praktiktjänstgöring, kan ansökan om legitimation göras hos Socialstyrelsen.

## Utbredning i Sverige
Sverige är ett av de relativt få länder där legitimation utfärdas. I ursprungslandet USA är det ett fåtal delstater som legitimerar naprapater, bland annat Illinois i vars största stad Chicago den första skolan, National College of Naprapathic Medicine, finns. Naprapaterna är Sveriges största yrkeskår inom den komplementärmedicinska manuella medicinen. Cirka 1200 naprapater utför varje år 1,5 miljoner behandlingar. Bestämmelser om legitimation för naprapater finns i lagen om yrkesverksamhet på hälso- och sjukvårdens område (1998:1513). Det krävs bland annat minst fyra års studier på heltid omfattande grundläggande teoretiska och kliniska kunskaper i medicinska ämnen med särskild inriktning på manuell medicin, dels minst ett års praktisk tjänstgöring. Legitimation för naprapater utfärdas av Socialstyrelsen.
Högskoleverket föreslog dock i en rapport från 2010 att socialstyrelsen bör upphöra att utfärda legitimation som kiropraktor respektive naprapat, och istället omvandla dessa till skyddade specialistbeteckningar i kiropraktik, naprapati och ortopedisk manuell terapi till befintliga sjukgymnastutbildningar. Detta som en konsekvens av de allvarliga bristerna funna i utbildningarna av Högskoleverket 2004. 2007 hade sju av Sveriges 20 landsting tecknat vårdavtal med naprapater. Enligt en sammanställning gjord av Svenska naprapatförbundet var denna siffra oförändrad i mars 2010.

### Utbildning
Utbildning till naprapat sker i Sverige vid Naprapathögskolan i Stockholm. Naprapathögskolan är en privat högskola grundad 1970 och ställd under statlig tillsyn enligt tillsynsbeslut 1997 samt 1999. Utbildning vid Naprapathögskolan klassificeras enligt Svensk utbildningsnomenklatur (SUN) från SCB som "yrkesinriktad eftergymnasial utbildning". 
Naprapatexamen erhålls efter fyra års heltidsstudier på naprapatprogrammet och är ett krav för att få genomföra i Sverige föreskriven legitimationstjänstgöring och ansöka om legitimation som naprapat hos Socialstyrelsen. Naprapatexamen är yrkesinriktad och berättigar inte till akademiska poäng.
Beslutet att examen från Naprapathögskolan ska ligga till grund för legitimation från Socialstyrelsen fattades i Sveriges riksdag 1994. Ett beslut som möjliggör för naprapater att verka inom den allmänna hälso- och sjukvården i Sverige.

## Vetenskaplig dokumentation
Naprapatins verkan är omdiskuterad på grund av avsaknad av bevis i seriösa vetenskapliga studier, och hänförs därför oftast till alternativmedicinen. Ett omdiskuterat undantag är en studie vid Institutet för miljömedicin, Karolinska Institutet, genomförd av Eva Skillgate, Eva Vingård och Lars Alfredsson "Naprapati eller evidensbaserad läkarvård vid rygg och nackbesvär – en randomiserad kontrollerad studie" publicerades i Clinical Journal of Pain, maj 2007. Artikeln väckte uppseende då den visar att manuell behandling har bättre effekt än rådgivande samtal. De rekommenderar därför att integrera naprapatin i den traditionella vården.. Företrädare inom sjukgymnastförbundet har riktat kritik mot studien i en artikel i Dagens Medicin utifrån dess metodologiska upplägg och författarnas eventuella jäv.

## Andra former av manuella behandlingar
- Osteopati
- Sjukgymnastik
- Kiropraktik
- Massage